# Elezioni suppletive per la Camera dei rappresentanti degli Stati Uniti d'America del 1808
Nel corso del 1808 si tennero elezioni suppletive per la Camera dei rappresentanti per eleggere deputati della Camera nei distretti rimasti vacanti.

## Risultati

### 7º distretto congressuale della Carolina del Nord
Le elezioni suppletive nel 7° distretto congressuale della Carolina del Nord si sono tenute il 1º febbraio, in seguito alla contestazione della validità delle elezioni che hanno portato alla elezione di John Culpepper.
| Partito                            | Partito                                  | Candidato                          | Risultati 1 febbraio | Risultati 1 febbraio |
| Partito                            | Partito                                  | Candidato                          | Voti                 | %                    |
| ---------------------------------- | ---------------------------------------- | ---------------------------------- | -------------------- | -------------------- |
|                                    | Federalista                              | John Culpepper                     | 2 578                | 56,97                |
|                                    | Democratico-Repubblicano                 | Duncan McFarlan                    | 1 947                | 43,03                |
|                                    |                                          |                                    |                      |                      |
| Iscritti                           | Iscritti                                 | Iscritti                           | 4 525                | 100,00               |
| ↳ Votanti (% su iscritti)          | ↳ Votanti (% su iscritti)                | ↳ Votanti (% su iscritti)          | 4 525                | 100,00               |
| ↳ Voti validi (% su votanti)       | ↳ Voti validi (% su votanti)             | ↳ Voti validi (% su votanti)       | 4 525                | 100,00               |
| ↳ Schede non valide (% su votanti) | ↳ Schede non valide (% su votanti)       | ↳ Schede non valide (% su votanti) | 0                    | 0,00                 |
| ↳ Astenuti (% su iscritti)         | ↳ Astenuti (% su iscritti)               | ↳ Astenuti (% su iscritti)         | 0                    | 0,00                 |
|                                    |                                          |                                    |                      |                      |
|                                    | Esito: collegio confermato a Federalista |                                    |                      |                      |

### Distretto congressuale at-large del New Jersey
Le elezioni suppletive nel distretto congressuale at-large del New Jersey si sono tenute il l'8 e il 19 marzo, in seguito alle morte di Ezra Darby.
| Partito                            | Partito                                               | Candidato                          | Risultati 6 ottobre | Risultati 6 ottobre |
| Partito                            | Partito                                               | Candidato                          | Voti                | %                   |
| ---------------------------------- | ----------------------------------------------------- | ---------------------------------- | ------------------- | ------------------- |
|                                    | Democratico-Repubblicano                              | Adam Boyd                          | 7 515               | 85,71               |
|                                    | Federalista                                           | Aaron Ogden                        | 884                 | 10,08               |
|                                    | Democratico-Repubblicano                              | Ebenezer Elmer                     | 369                 | 4,21                |
|                                    |                                                       |                                    |                     |                     |
| Iscritti                           | Iscritti                                              | Iscritti                           | 9 127               | 100,00              |
| ↳ Votanti (% su iscritti)          | ↳ Votanti (% su iscritti)                             | ↳ Votanti (% su iscritti)          | 9 127               | 100,00              |
| ↳ Voti validi (% su votanti)       | ↳ Voti validi (% su votanti)                          | ↳ Voti validi (% su votanti)       | 8 768               | 96,07               |
| ↳ Schede non valide (% su votanti) | ↳ Schede non valide (% su votanti)                    | ↳ Schede non valide (% su votanti) | 359                 | 3,93                |
| ↳ Astenuti (% su iscritti)         | ↳ Astenuti (% su iscritti)                            | ↳ Astenuti (% su iscritti)         | 0                   | 0,00                |
|                                    |                                                       |                                    |                     |                     |
|                                    | Esito: collegio confermato a Democratico-Repubblicano |                                    |                     |                     |

### 12º distretto congressuale di New York
Le elezioni suppletive nel 12° distretto congressuale di New York si sono tenute dal 26 al 28 aprile, in seguito alle dimissioni di David Thomas, nominato tesoriere dello stato di New York.
| Partito                            | Partito                                               | Candidato                          | Risultati 26-28 aprile | Risultati 26-28 aprile |
| Partito                            | Partito                                               | Candidato                          | Voti                   | %                      |
| ---------------------------------- | ----------------------------------------------------- | ---------------------------------- | ---------------------- | ---------------------- |
|                                    | Democratico-Repubblicano                              | Nathan Wilson                      | 2 358                  | 57,36                  |
|                                    | Federalista                                           | Asa Fitch                          | 1 753                  | 42,64                  |
|                                    |                                                       |                                    |                        |                        |
| Iscritti                           | Iscritti                                              | Iscritti                           | 4 111                  | 100,00                 |
| ↳ Votanti (% su iscritti)          | ↳ Votanti (% su iscritti)                             | ↳ Votanti (% su iscritti)          | 4 111                  | 100,00                 |
| ↳ Voti validi (% su votanti)       | ↳ Voti validi (% su votanti)                          | ↳ Voti validi (% su votanti)       | 4 111                  | 100,00                 |
| ↳ Schede non valide (% su votanti) | ↳ Schede non valide (% su votanti)                    | ↳ Schede non valide (% su votanti) | 0                      | 0,00                   |
| ↳ Astenuti (% su iscritti)         | ↳ Astenuti (% su iscritti)                            | ↳ Astenuti (% su iscritti)         | 0                      | 0,00                   |
|                                    |                                                       |                                    |                        |                        |
|                                    | Esito: collegio confermato a Democratico-Repubblicano |                                    |                        |                        |

### 2º distretto congressuale del Massachusetts
Le elezioni politiche suppletive nel 2° distretto congressuale del Massachusetts si sono tenute il 4 maggio, in seguito alla morte di Jacob Crowninshield.
| Partito                            | Partito                                               | Candidato                          | Risultati 4 maggio | Risultati 4 maggio |
| Partito                            | Partito                                               | Candidato                          | Voti               | %                  |
| ---------------------------------- | ----------------------------------------------------- | ---------------------------------- | ------------------ | ------------------ |
|                                    | Democratico-Repubblicano                              | Joseph Story                       | 1 939              | 100,00             |
|                                    |                                                       |                                    |                    |                    |
| Iscritti                           | Iscritti                                              | Iscritti                           | 1 939              | 100,00             |
| ↳ Votanti (% su iscritti)          | ↳ Votanti (% su iscritti)                             | ↳ Votanti (% su iscritti)          | 1 939              | 100,00             |
| ↳ Voti validi (% su votanti)       | ↳ Voti validi (% su votanti)                          | ↳ Voti validi (% su votanti)       | 1 939              | 100,00             |
| ↳ Schede non valide (% su votanti) | ↳ Schede non valide (% su votanti)                    | ↳ Schede non valide (% su votanti) | 0                  | 0,00               |
| ↳ Astenuti (% su iscritti)         | ↳ Astenuti (% su iscritti)                            | ↳ Astenuti (% su iscritti)         | 0                  | 0,00               |
|                                    |                                                       |                                    |                    |                    |
|                                    | Esito: collegio confermato a Democratico-Repubblicano |                                    |                    |                    |

### Distretto congressuale at-large del Rhode Island
Le politiche suppletive nel distretto congressuale at-large del Rhode Island si sono tenute il 30 agosto, in seguito alle morte di Nehemiah Knight.
| Partito                            | Partito                                                         | Candidato                          | Risultati 30 agosto | Risultati 30 agosto |
| Partito                            | Partito                                                         | Candidato                          | Voti                | %                   |
| ---------------------------------- | --------------------------------------------------------------- | ---------------------------------- | ------------------- | ------------------- |
|                                    | Federalista                                                     | Richard Jackson, Jr.               | 3 262               | 63,35               |
|                                    | Democratico-Repubblicano                                        | Jonathan Russell                   | 1 887               | 36,65               |
|                                    |                                                                 |                                    |                     |                     |
| Iscritti                           | Iscritti                                                        | Iscritti                           | 5 149               | 100,00              |
| ↳ Votanti (% su iscritti)          | ↳ Votanti (% su iscritti)                                       | ↳ Votanti (% su iscritti)          | 5 149               | 100,00              |
| ↳ Voti validi (% su votanti)       | ↳ Voti validi (% su votanti)                                    | ↳ Voti validi (% su votanti)       | 5 149               | 100,00              |
| ↳ Schede non valide (% su votanti) | ↳ Schede non valide (% su votanti)                              | ↳ Schede non valide (% su votanti) | 0                   | 0,00                |
| ↳ Astenuti (% su iscritti)         | ↳ Astenuti (% su iscritti)                                      | ↳ Astenuti (% su iscritti)         | 0                   | 0,00                |
|                                    |                                                                 |                                    |                     |                     |
|                                    | Esito: collegio passa da Democratico-Repubblicano a Federalista |                                    |                     |                     |

### 1º distretto congressuale del Vermont
Le elezioni suppletive nel 1° distretto congressuale del Vermont si sono tenute il 6 settembre, in seguito alle dimissioni di James Witherell.
| Partito                            | Partito                                               | Candidato                          | Risultati 6 settembre | Risultati 6 settembre |
| Partito                            | Partito                                               | Candidato                          | Voti                  | %                     |
| ---------------------------------- | ----------------------------------------------------- | ---------------------------------- | --------------------- | --------------------- |
|                                    | Democratico-Repubblicano                              | Samuel Shaw                        | 3 202                 | 57,38                 |
|                                    | Federalista                                           | Nathan Robinson                    | 1 169                 | 20,95                 |
|                                    | Federalista                                           | Chauncey Langdon                   | 1 073                 | 19,23                 |
|                                    | Democratico-Repubblicano                              | Jonas Galusha                      | 136                   | 2,44                  |
|                                    |                                                       |                                    |                       |                       |
| Iscritti                           | Iscritti                                              | Iscritti                           | 5 643                 | 100,00                |
| ↳ Votanti (% su iscritti)          | ↳ Votanti (% su iscritti)                             | ↳ Votanti (% su iscritti)          | 5 643                 | 100,00                |
| ↳ Voti validi (% su votanti)       | ↳ Voti validi (% su votanti)                          | ↳ Voti validi (% su votanti)       | 5 580                 | 98,88                 |
| ↳ Schede non valide (% su votanti) | ↳ Schede non valide (% su votanti)                    | ↳ Schede non valide (% su votanti) | 63                    | 1,12                  |
| ↳ Astenuti (% su iscritti)         | ↳ Astenuti (% su iscritti)                            | ↳ Astenuti (% su iscritti)         | 0                     | 0,00                  |
|                                    |                                                       |                                    |                       |                       |
|                                    | Esito: collegio confermato a Democratico-Repubblicano |                                    |                       |                       |

### 1º distretto congressuale della Pennsylvania
Le elezioni suppletive nel 1° distretto congressuale della Pennsylvania si sono tenute l'11 ottobre, in seguito alle dimissioni di Joseph Clay.
| Partito                            | Partito                                               | Candidato                          | Risultati 11 ottobre | Risultati 11 ottobre |
| Partito                            | Partito                                               | Candidato                          | Voti                 | %                    |
| ---------------------------------- | ----------------------------------------------------- | ---------------------------------- | -------------------- | -------------------- |
|                                    | Democratico-Repubblicano                              | Benjamin Say                       | 7 596                | 55,68                |
|                                    | Federalista                                           | Charles W. Hare                    | 6 046                | 44,32                |
|                                    |                                                       |                                    |                      |                      |
| Iscritti                           | Iscritti                                              | Iscritti                           | 13 642               | 100,00               |
| ↳ Votanti (% su iscritti)          | ↳ Votanti (% su iscritti)                             | ↳ Votanti (% su iscritti)          | 13 642               | 100,00               |
| ↳ Voti validi (% su votanti)       | ↳ Voti validi (% su votanti)                          | ↳ Voti validi (% su votanti)       | 13 642               | 100,00               |
| ↳ Schede non valide (% su votanti) | ↳ Schede non valide (% su votanti)                    | ↳ Schede non valide (% su votanti) | 0                    | 0,00                 |
| ↳ Astenuti (% su iscritti)         | ↳ Astenuti (% su iscritti)                            | ↳ Astenuti (% su iscritti)         | 0                    | 0,00                 |
|                                    |                                                       |                                    |                      |                      |
|                                    | Esito: collegio confermato a Democratico-Repubblicano |                                    |                      |                      |

## Riepilogo
| Data         | Stato            | Collegio | Parlamentare uscente | Partito                  | Parlamentare eletto  | Partito                  |
| ------------ | ---------------- | -------- | -------------------- | ------------------------ | -------------------- | ------------------------ |
| 1-2 giugno   | Carolina del Sud | 6°       | John Culpepper       | Federalista              | John Culpepper       | Federalista              |
| 8-9 marzo    | New Jersey       | At-large | Ezra Darby           | Democratico-Repubblicano | Adam Boyd            | Democratico-Repubblicano |
| 26-28 aprile | New York         | 12°      | David Thomas         | Democratico-Repubblicano | Nathan Wilson        | Democratico-Repubblicano |
| 4 maggio     | Massachusetts    | 2°       | Jacob Crowninshield  | Democratico-Repubblicano | Joseph Story         | Democratico-Repubblicano |
| 30 agosto    | Rhode Island     | At-large | Nehemiah Knight      | Democratico-Repubblicano | Richard Jackson, Jr. | Federalista              |
| 6 settembre  | Vermont          | 1°       | James Witherell      | Democratico-Repubblicano | Samuel Shaw          | Democratico-Repubblicano |
| 8 settembre  | Virginia         | 17°      | John Claiborne       | Democratico-Repubblicano | Thomas Gholson Jr.   | Democratico-Repubblicano |
| 11 ottobre   | Pennsylvania     | 1°       | Joseph Clay          | Democratico-Repubblicano | Benjamin Say         | Democratico-Repubblicano |